# Chamaecyparis lawsoniana
Лосонов пачемпрес, орегонски кедар или како се у литератури најчешће назива Лавсонов пачемпрес (Chamaecyparis lawsoniana) је високи зимзелени четинар из рода пачемпреса (Chamaecyparis), фамилије чемпреса (Cupressaceae). Ову врсту открили су европски досељеници у близини Порт Орфорда у Орегону. Први украсни примерци узгојени су 1854. од стране сакупљача дендро-материјала који су радили за расадник Lawson & son (Лосон и син) из Единбурга (Шкотска), по коме је и добио име. Имена Лосонов пачемпрес, односно Лавсонов пачемпрес (пачемпрес - налик чемпресу) и Лосонов чемпрес су у широкој употреби у хортикултури, а понекад и орегонски кедар.
Латинско име рода Chamaecyparis потиче од грчких речи chamai=низак и kyparissos=чемпрес, због сличности са правим чемпресима, по којима је и добио име

## Распрострањеност
Ова врста као самоникла биљка расте на обали Тихог океана, од југозападног Орегона до северозападне Калифорније. Заузима приобалну област. У копно залази до 70 км и до 1500 м надморске висине

## Изглед
На природном станишту расте до 60 м, са прсним пречником дебла и преко 2 м. Крошња је купаста, савијеног врха, а бочне гране хоризонталне са повијеним гранчицама. Кора стабла је црвенкастомрка, код младих биљака глатка, код старијих испуцала.
Четине су љуспасте, дуге 3-5 мм, тесно прилегле уз гранчицу, тамнозелене или плавозелене боје, на доњој страни гранчице са беличастим пољима стоминих отвора. На врху су тупе или мало зашиљене, са смолном жлездицом на леђима.
Мушке шишарице су дуге 3-4 мм, тамноцрвене рано у пролеће, а касније, по отпуштању полена постају смеђе. Женске шишарице су лоптасте, пречника 7-14 мм, са 6-10 љуспи. У почетку су зелене, а када сазру и одрвене и постају смеђе. Шишарице сазревају исте године, а под сваком љуспом налазе се 2-4 семена.
- Кора
- Гранчица са четинама
- Четине
- Мушке шишарице
- Зелене женске шишарице
- Зреле женске шишарице
- Семе

## Особине и услови станишта
Лосонов, односно Лавсонов пачемпрес у младости расте лагано, а касније брже. Отпоран је на разне болести и добро успева на различитим стаништима. Размножава се семеном, зеленим резницама и калемљењем, а развија и изданке из пања.
Врста је сенке, а добро подноси и мраз. Без последица подноси температуре до -25 °C. Образује моћан коренов систем, па је отпоран на ветар. Дим и прашина му не сметају, али је зато веома осетљив на сув ваздух и суво земљиште.
У односу на земљиште није пробирач, али му највише одговарају дубока, свежа и глиновита, у влажном климату. Иначе добро успева и на подзоластим, па и заслањеним, а уз довољно влаге и на кречњачким земљиштима.

## Употреба
Дрво овог четинара је светложуте до светлосмеђе боје, финe структуре и пријатног мириса. Лако је, средње тврдо и трајно. Употребљава се за израду намештаја, жалузина, чамаца, оргуља и др.

## Значај у озелењавању
Лосонов пачемпрес свакако спада међу најпопуларније и најчешће коришћено украсно четинарско дрвеће у пејзажној архитектури. Захваљујући бројним варијететима налази примену на зеленим површинама најразличитије намене. Може се садити појединачно, на травњаку, али је подједнако ефектан и у алејама. Добро подноси орезивање, па се од њега могу формирати изузетно атрактивне живе ограде. Изузетно су лепе комбинације варијетета различите боје четина, било да су сађени у слободнорастућој групи или правилно орезани у живој огради. Добро се слаже и у комбинацији са другим четинарима и лишћарима. Уз правилну негу Лосонов пачемпрес може се успешно гајити и у довољно пространим жардињерама. Његова густа крошња чини га вредним материјалом и у топијарству - уметности обликовања зелених скулптура. Патуљасте форме користе се за изградњу алпинетума. Обзиром на општу издржљивост може се употребљавати и као шумска култура.

### Варијетети
Изузетно је варијабилна врста. Постоји неколико стотина гајених варијетета који се разликују према облику крошње, висини раста, боји четина и др. Варијетети најчешће немају исту отпорност и захтеве према условима средине као основна врста и углавном су осетљивији и захтевнији. Неки од најпопуларнијих су:
- Ch. l. 'Alumii' - до 10 м високо стабло, ускокупасте крошње. Гране на младим биљкама усправне, касније одстојеће. Гранчице густе, равне, мекане. Младе четине плавичасто ињасте, касније сивкастоплавичасте;[2]
- Ch. l. 'Aurea Densa' - спорорастући зимзелени грм средње висине. Крошња је густа, компактна, пирамидалног облика. Четине су златножуте боје, на кратким, густим гранама;[10]
- Ch. l. 'Chilworth Silver' - спорорастући жбун средње висине, широко стубасте форме, са густим, меким гранчицама и светлосребрнастоплавим четинама;[11]
- Ch. l. 'Columnaris' - до 10 м високо стабло, ускокупасте крошње коју формирају усправне гране и гранчице;[2]
- Ch. l. 'Ellwoodii' - низак жбун, висине 2-3 м, компактне и густе крошње купасте форме. Тамнозелене, љуспасте четине на усправним гранама;[2][8]
- Ch. l. 'Ellwood's Gold' - спорорастући високи жбун стубасте форме. Крошња је компактна, четине сивозелене, младе у пролеће жуте на врховима;[12]
- Ch. l. 'Fletcheri' - средње високо дрво ваљкасте до купасте форме. Гране и гранчице усправне, врло густе, врхови грана тамноцрвенкасти;[2]
- Ch. l. 'Gimbornii' - Лоптасти грм средње величине и лоптасте форме. Четине на кратким гранчицама, плавозелене, зими добијају љубичасти тон;[13]
- Ch. l. 'Glauca Argentea' - стабло купасте форме, висине 5-10 м, плавичастозелених четина, упадљиво беличасто ињастих;[2]
- Ch. l. 'Golden Wonder' - величанствена стубаста форма висине до 20 м, златножутих четина током целе године;[14]
- Ch. l. 'Kilmacurragh' - Дрво средње висине и уско стубасте форме. Крошња густа, четине тамнозелене, на кратким, усправним гранама;[15]
- Ch. l. 'Lanei Aurea' - Дрво средње висине, са четинама светлозлатножуте боје која се не мења током целе године. Гранчице меке, на прозрачној крошњи;[16]
- Ch. l. 'Little Spire' - спорорастућа купаста форма веома густе крошње, тамноплавозелених четина на кратким гранчицама;[17]
- Ch. l. 'Minima Aurea' - патуљасти жбун пирамидалне форме, са златножутим четинама у густим, углавном вертикалним гранама;[18]
- Ch. l. 'Minima glauca' - патуљасти жбун лоптасте форме са густим, вертикалним гранчицама, тамне плавозелене крошње;[19]
- Ch. l. 'Pembury Blue' - средње високо дрво широко пирамидалне крошње, са висећим, надоле повијеним гранчицама и четинама сребрнастоплаве боје, посебно када су младе;[20]
- Ch. l. 'Pigmaea Argentea' - спорорастући, патуљасти жбун лоптасте форме, висине до 2 м, тамноплавозелене крошње прошаране белим врховима, нарочито у пролеће;[21]
- Ch. l. 'Stardust' - средње високо дрво уско пирамидалне крошње и хоризонталних грана, са четинама светложуте боје;[22]
- Ch. l. 'Wisselii' - робусно дрво средње висине, уско пирамидалне форме, са кратким, кртим гранчицама и тамним плавозеленим четинама. У пролеће га красе ситне али упадљиве гримизно црвене мушке шишарице.[23]

- Неки од варијетета Лосоновог пачемпреса
- Ch. l. 'Alumii'
- Ch. l. 'Argenteovariegata'
- Ch. l. 'Columnaris'
- Ch. l. 'Ellwoodii'
- Ch. l. 'Golden Wonder'
- Ch. l. 'Minima Glauca Optusa Pygmea'
- Ch. l. 'Stewartii'
- Ch. l. 'Wisselii'